# Robert Bernard Anderson
Robert Bernard Anderson (Burleson, 4 giugno 1910 – New York, 14 agosto 1989) è stato un politico statunitense.

## Biografia
Fu il quarto segretario della marina statunitense (United States Department of Defense) sotto il presidente degli Stati Uniti d'America Dwight D. Eisenhower.
Il suo percorso scolastico lo portò prima a diventare un insegnante di scuola superiore e successivamente all'università del Texas che terminò nel 1932, divenne poi sostituto procuratore generale per lo Stato del Texas.
Massone, fu membro della Vernon Lodge No. 655 di Vernon, Texas e in seguito divenne grande ufficiale della Gran Loggia del Texas.